# István Gelley
István Gelley (ur. 17 maja 1954) – węgierski szermierz, brązowy medalista mistrzostw świata.
Podczas mistrzostw świata w Rzymie w 1982 roku Węgrzy w składzie: Ernő Kolczonay, Jenő Pap, Zoltán Székely, István Gelley i Péter Takács zdobyli brązowy medal w zawodach drużynowych. Był to jedyny medal wywalczony przez Gelleya w zawodach tego cyklu.
Nigdy nie wziął udziału w igrzyskach olimpijskich.